# Cybocephalus sphaerula
Cybocephalus sphaerula is een keversoort uit de familie Cybocephalidae. De wetenschappelijke naam van de soort is voor het eerst geldig gepubliceerd in 1854 door Wollaston.